# Ceratophyllidia
Genre
Ceratophyllidia est un genre de mollusques nudibranches de la famille  des Phyllidiidae.

## Liste des espèces
Selon World Register of Marine Species (27 janvier 2016) :
- Ceratophyllidia africana Eliot, 1903
- Ceratophyllidia papilligera (Bergh, 1890)